# Cucumaria curata
Cucumaria curata är en sjögurkeart som beskrevs av Henry Chandler Cowles 1907. Cucumaria curata ingår i släktet Cucumaria och familjen korvsjögurkor. Inga underarter finns listade i Catalogue of Life.